# Városmajor
A Városmajor (a köznyelvben gyakran csak Major) Krisztinaváros egyik része Budapest XII. kerületében, a Rózsadomb és a Kis-Sváb-hegy közötti mintegy tíz hektár kiterjedésű közpark, amelyet északról a Szilágyi Erzsébet fasor és az Ignotus utca, délről a Maros utca határol.

## Leírása
Eredetileg az Ördög-árok ártere, sokáig kaszáló, illetve katonai tulajdonú terület volt. 1729-ben Buda város tanácsa 3000 konvenciós forint elővételi jogon megvásárolta Gróf Daun városparancsnoktól, ahol az korábban kertészetet és majort létesített. 1731 és 1783 között kertészeknek adták bérbe, de az a városnak nem járt haszonnal. 1785-ben II. József rendeletére a Városmajor mai területén közparkot kellett létesíteni. A helytartótanács Tallherr József állami építészt bízta meg a kertészeti tervek elkészítésével, és Kock Antal városi kertész kezdte el a kerttelepítést 1787-ben, az akkor divatos franciakertek mintájára a budakeszi és a dunabogdányi erdőkből vásárolt 3000 fát ültettek el. Ezeket a legöregebb szilfákat 1989-ben vágták ki.
A 19. század elején ideköltözött a budai vurstli, ami a környék leromlásához vezetett: a gondozatlan parkon az Ördög-árok poshadt vize folyt végig. 1920-ban annak befedésével és az ezt követő parkrekonstrukcióval újjáéledt a park. Ebben az időszakban több építmény is elkészült, köztük a Árkay Aladár tervezte Városmajori Jézus Szíve-plébániatemplom, a BSE-sportcsarnok és teniszpályák, valamint a fogaskerekű vasút (2008 óta: 60-as járatszámú villamos) végállomása.
A parkban található Hüvelyk Matyi szobrán kívül az első világháborús hegyivadász-emlékmű, a Beethoven-szobor és Árkay Aladár emlékoszlopa.
A park fenntartója a Főkert Zrt. Ma a közparkfunkciók mellett itt működik a Városmajori Szabadtéri Színpad is. Itt található ezen kívül a Városmajori Gimnázium és Kós Károly Általános Iskola.

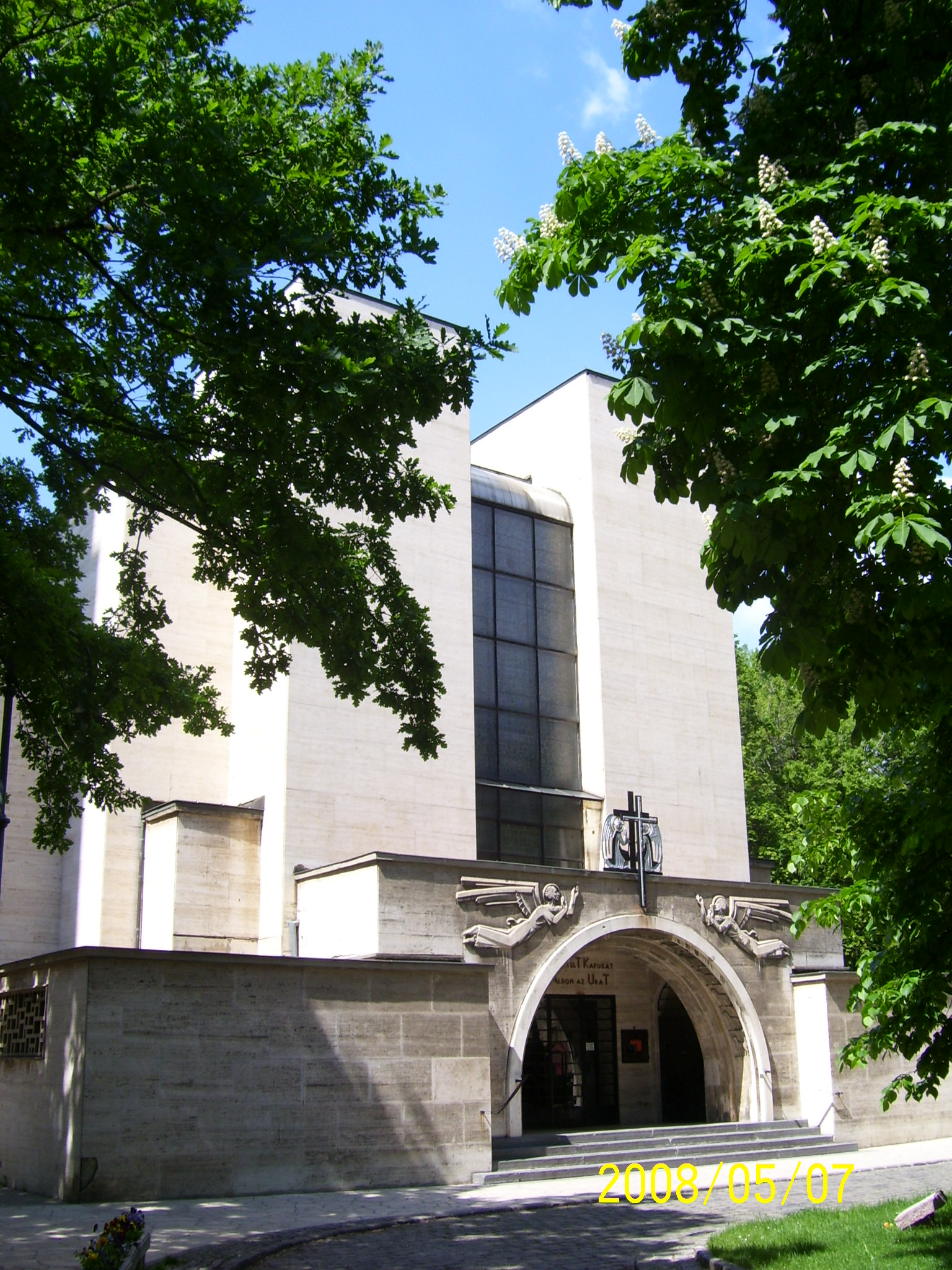
A Jézus Szíve-templom
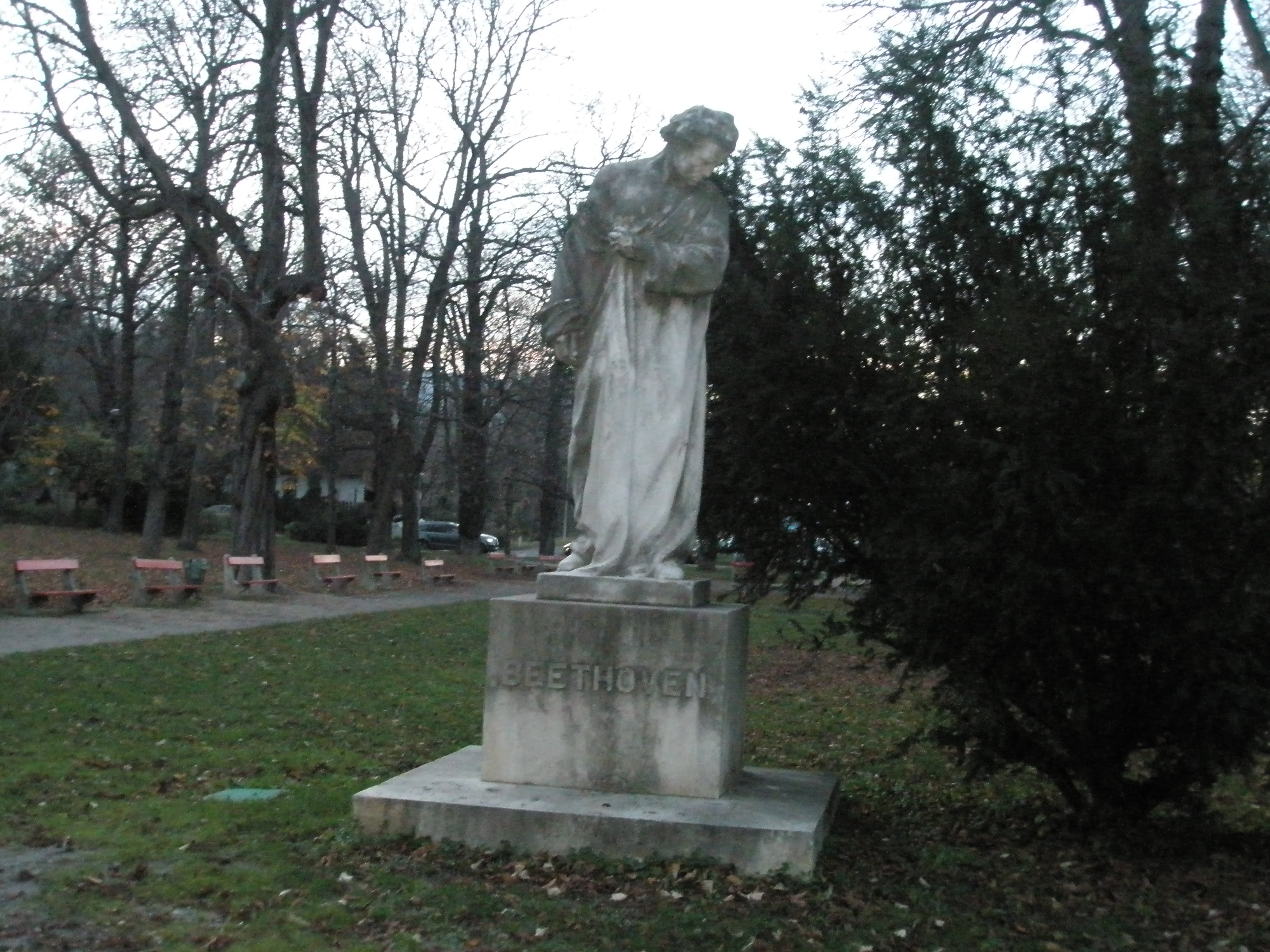
Ludwig van Beethoven szobra
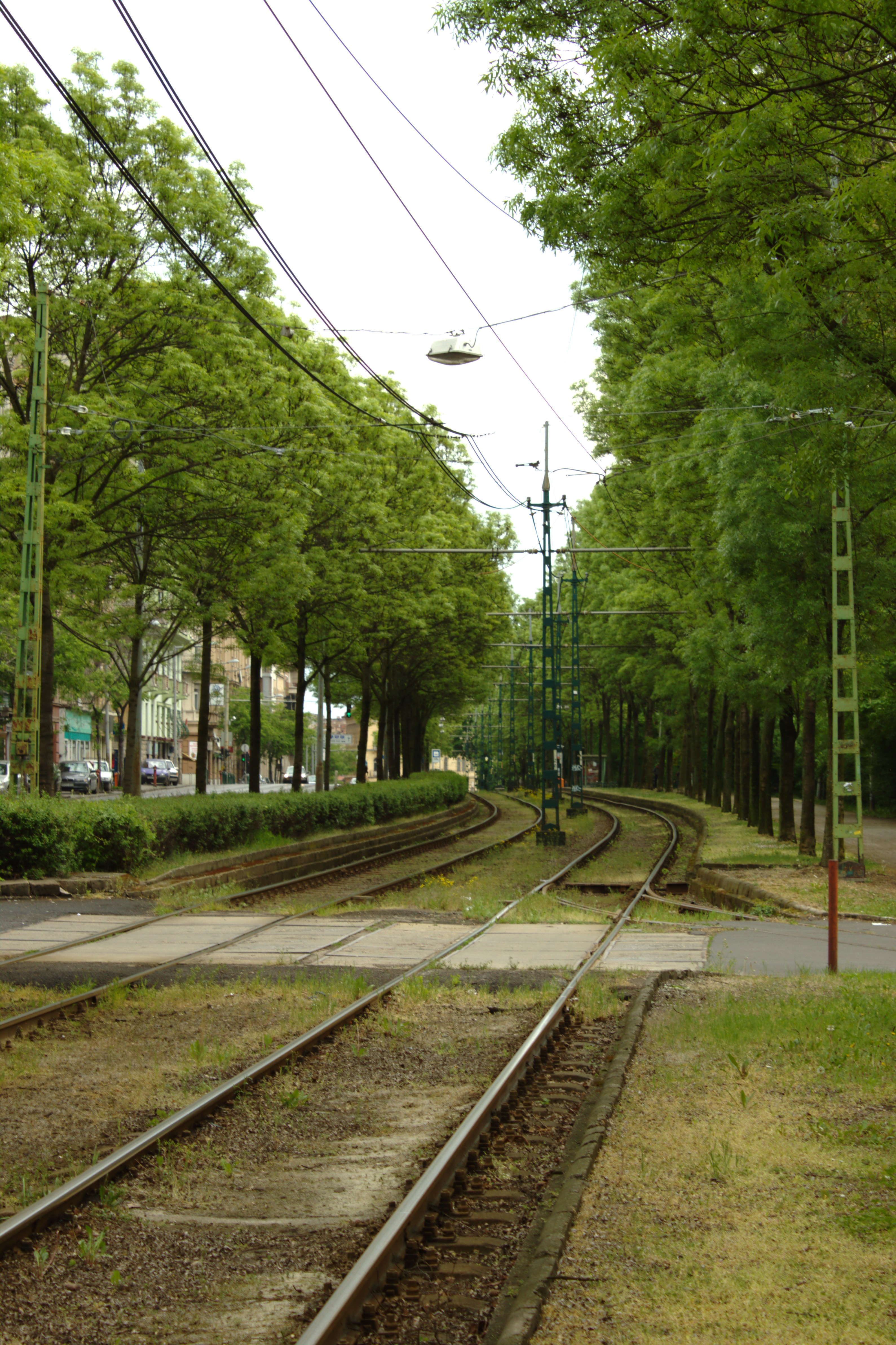
Villamossínek a Városmajor keleti határán